# Ballade sur la mode des hauts bonnets
 (juillet 2023).

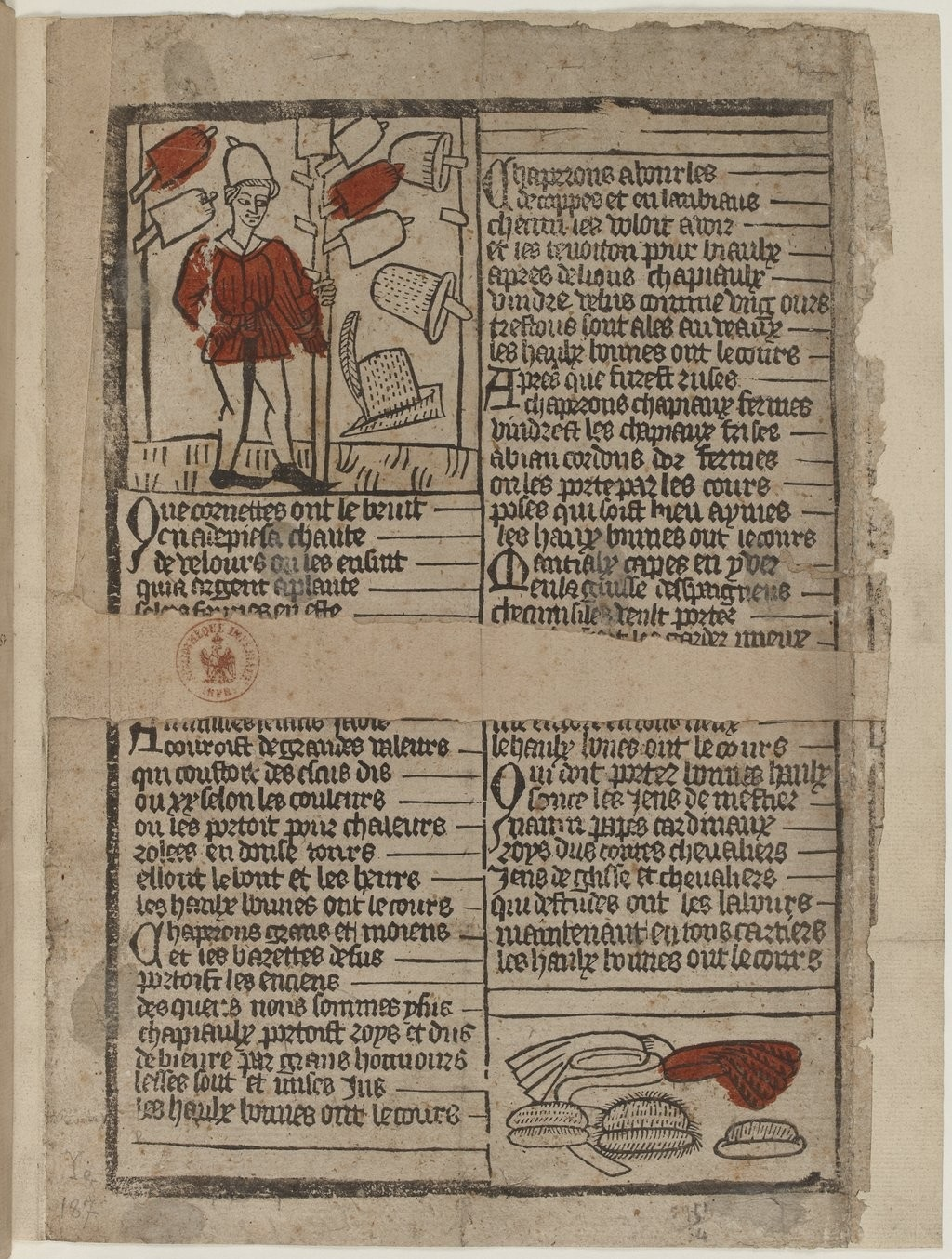
Gravure de la Ballade sur la mode des hauts bonnets, [https://gallica.bnf.fr/ark:/12148/bpt6k1040428q/f7.item BnF/Gallica

La Ballade sur la mode des hauts bonnets (ou Ballade sur la mode des haulx bonnets) est une ballade anonyme connue par une gravure imprimée par plaque xylographique réalisée entre les années 1460 et 1470.
Le texte de la gravure, lacunaire, est composé de deux colonnes où sont gravées six strophes de huit vers et une strophe de sept vers. Deux gravures peintes encadrent le texte : la gravure au-dessus du texte représente un valet transportant des hauts bonnets à queue, tandis que la gravure en dessous du texte représente des bonnets plats et un chaperon déplié. Ces deux représentations symbolisent, pour Anatole de Montaiglon, le succès de la mode des hauts bonnets en dépit des bonnets plats et des chaperons.

## Texte
Que cornettes ont le bruit 

On a de piesà chanté ; 

De velours on les ensuit 

Qui a argent à planté. 

Se lors faimes en esté

[…]

[…]

[Les haulx bonnès ont le cours]. 

A […] le tans jadis 

Couroist de grandes valeurs, 

Qui coustoit des escus dis,

Ou xx, selon les couleurs. 

On les portoit pour chaleurs 

Rolées en douse tours.

Ell’ont le [bout/bont] et les heurs ; 

Les haulx bonnès ont le cours.

Chaperons grans et moiens

Et les barettes dessus

[Portoist/Portoient] les enciens, 

Desqueus nous sommes ysus ;

Chapiaulx portoist roys et dus 

De bièvre par grans honnours ;

Lessés sont et mises jus ;

Les haultx bonnès ont le cours. 

Chaperons à bourlès [noirs],

Decoppés et en lanbiaus,

Checun les voloit avoir 

Et les tenoit-on pour biaulx.

Après de lions chapiaulx

Vindre velus comme ung ours ; 

Trestous sont alés au[x] veaux ;

Les haulx bonnès ont le cours. 

Après que furest [rusés/usés]

Chaperons, chapiaux fermés, 

Vindrest les chapiaux frisés

A biau[x] cordons d’or fermés ;

On les porte par les cours,

Posés qui soist bien aymés ;

Les haux bonnès ont le cours. 

Mantialx, capes en yver,

En la guisse d’Esspaigneus,

Checum si les veult porter

[…] t les garder mieux

[…] 

[…] 

[…] encore en tous lieux

Le haulx bonès ont le cours. 

Qui doit porter bonnès haulx ? 

Son-ce les jens de mestier ?

Nanin ; papes, cardinaux,

Roys, dus, contes, chevaliers,

Jens d’eglisse et [chevaliers/bacheliers]

Qui d’estude ont les labours.

Maintenant en tous cartiers 

Les haulx bonnès ont le cours.